# Bill Nunn

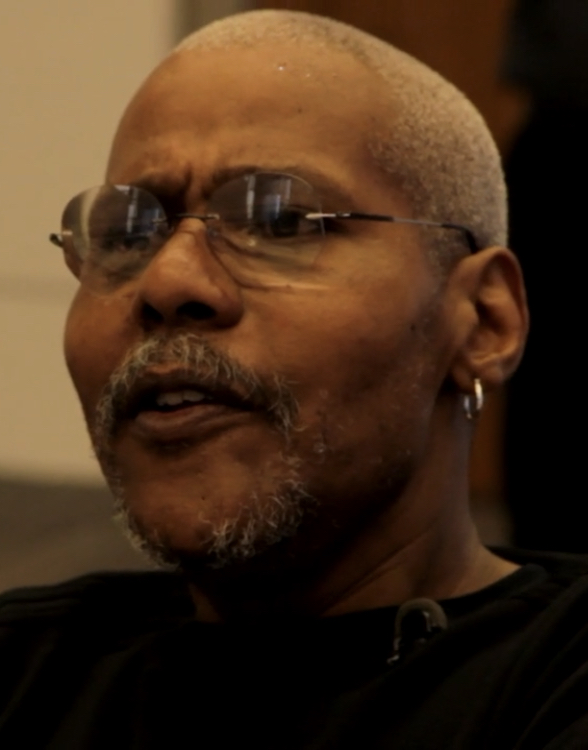
Bill Nunn, 2013

Bill Nunn (* 20. Oktober 1953 in Pittsburgh, Pennsylvania; † 24. September 2016 ebenda) war ein US-amerikanischer Schauspieler.

## Biografie
Bill Nunn wurde als Sohn von William G. Nunn, einem Journalisten und Scout für die Pittsburgh Steelers, geboren. 1976 machte er seinen Abschluss am Morehouse College in Atlanta (Georgia). Danach trat er in verschiedenen Theateraufführungen auf.
Durch Spike Lee, ebenfalls ein Absolvent des Morehouse College, erhielt er seine erste Rolle in dessen Film School Daze. In der Folgezeit arbeitete er wiederholt mit Spike Lee zusammen. Größere Bekanntheit erlangte er durch die Rolle des mit einem Radiorekorder durch die Straßen laufenden „Radio Raheem“ in Lees Oscar-nominierten Film Do the Right Thing (1989). Es folgten zahlreiche weitere Rollen, beispielsweise in In Sachen Henry (1991) an der Seite von Harrison Ford sowie in … denn zum Küssen sind sie da (1997) zusammen mit Morgan Freeman. Am bekanntesten dürfte Nunn für seine Mitwirkung an der von Sam Raimi inszenierten Spider-Man-Trilogie sein, in der er den Zeitungsredakteur Robbie Robertson verkörperte.
Zusammen mit seiner Frau Donna hatte der Schauspieler zwei Kinder. Bill Nunn erlag Ende September 2016 im Alter von 62 Jahren einem Krebsleiden.

## Filmografie (Auswahl)
- 1988: School Daze
- 1989: Do the Right Thing
- 1990: Vampire in New York (Def by Temptation)
- 1990: Cadillac Man
- 1990: Mo’ Better Blues
- 1991: In Sachen Henry (Regarding Henry)
- 1991: New Jack City
- 1992: Sister Act – Eine himmlische Karriere (Sister Act)
- 1993: Loaded Weapon 1 (National Lampoon’s Loaded Weapon 1)
- 1994: Die letzte Verführung (The Last Seduction)
- 1995: Das Leben nach dem Tod in Denver (Things to Do in Denver When You’re Dead)
- 1995: Money Train
- 1995: Unsere feindlichen Nachbarn (Canadian Bacon)
- 1995: Deception – Tödliche Täuschung (True Crime)
- 1995: Candyman 2 – Die Blutrache (Candyman: Farewell to the Flesh)
- 1996: Extrem … mit allen Mitteln (Extreme Measures)
- 1996: Bulletproof
- 1997: … denn zum Küssen sind sie da (Kiss the Girls)
- 1997: Quicksilver Highway (Stephen King’s Quicksilver Highway)
- 1998: Ambushed – Dunkle Rituale (Ambushed)
- 1999: Die Legende vom Ozeanpianisten (La leggenda del pianista sull’Oceano)
- 1999: The Hungry Bachelors Club
- 2000: Lockdown
- 2001–2002: Der Job (The Job, Fernsehserie, 19 Episoden)
- 2002: Spider-Man
- 2002: Im inneren Kreis (People I Know)
- 2003: Das Urteil – Jeder ist käuflich (Runaway Jury)
- 2004: Spider-Man 2
- 2006: Idlewild
- 2007: Spider-Man 3
- 2008: A Raisin in the Sun (Fernsehfilm)
- 2009: Fences
- 2012: Um Klassen besser (Won’t Back Down)
- 2014–2015: Sirens (Fernsehserie)

## Theater
- 1982–1983: Home
- 1983–1984: The Grubb Chronicles
- 1984–1985: The Beast
- 1984–1985: The Land Between
- 1985–1986: Tales from Edgar Allan Poe
- 1999: Everybody’s Ruby[4]
- 2004: A Raisin in the Sun[5]